# Caprice des dieux
Caprice des dieux (dal francese capriccio degli dei) è la marca commerciale di una serie di formaggi francesi di produzione industriale pastorizzati del tipo a pasta molle.

## Caratteristiche
Questa tipologia di formaggi è caratterizzata dalla colorazione azzurrina della crosta e dalla caratteristica forma a losanga data dallo stampo in cui viene lasciato riposare. È un formaggio double crème (doppia crema), per la caratteristica pasta particolarmente cremosa, rispetto invece alla più soda dei simili Brie e Camembert.
Il formaggio venne creato da Jean-Noël Bongrain, che lo registrò come marchio nel 1956, per poi iniziare a commercializzarlo tramite la propria ditta francese Bongrain in quattro varianti:
- Caprice des dieux (a crosta fiorita)
- Mini caprice (Caprice des dieux a porzione singola)
- Caprice des anges (fresco, senza crosta)
- En cas de caprice (di forma cilindrica con pasta a tripla crema e crosta artificiale cerata)

## Nella cultura di massa
Caprice des dieux è anche il nomignolo dato ironicamente ai palazzi del Parlamento europeo di Bruxelles, per via della forma romboidale che ricorda appunto il formaggio della Bongrain.